# Bridgestone
Bridgestone Corporation (Бріджстоун) — японська компанія, виробник автомобільних шин. За обсягами виробництва займає перше місце в Японії та друге місце у світі (після Goodyear). Компанія є одним з найбільших постачальників спеціалізованих шин для автомобільних перегонів. Штаб-квартира розташована в Токіо, Японія.
18 березня 2022 року, після повномасштабного вторгнення РФ до України року, компанія призупинила роботу на російському ринку (виробництво та продаж), але зобов'язалася «підтримувати фінансово» своїх працівників на заводі в російському Ульяновську.

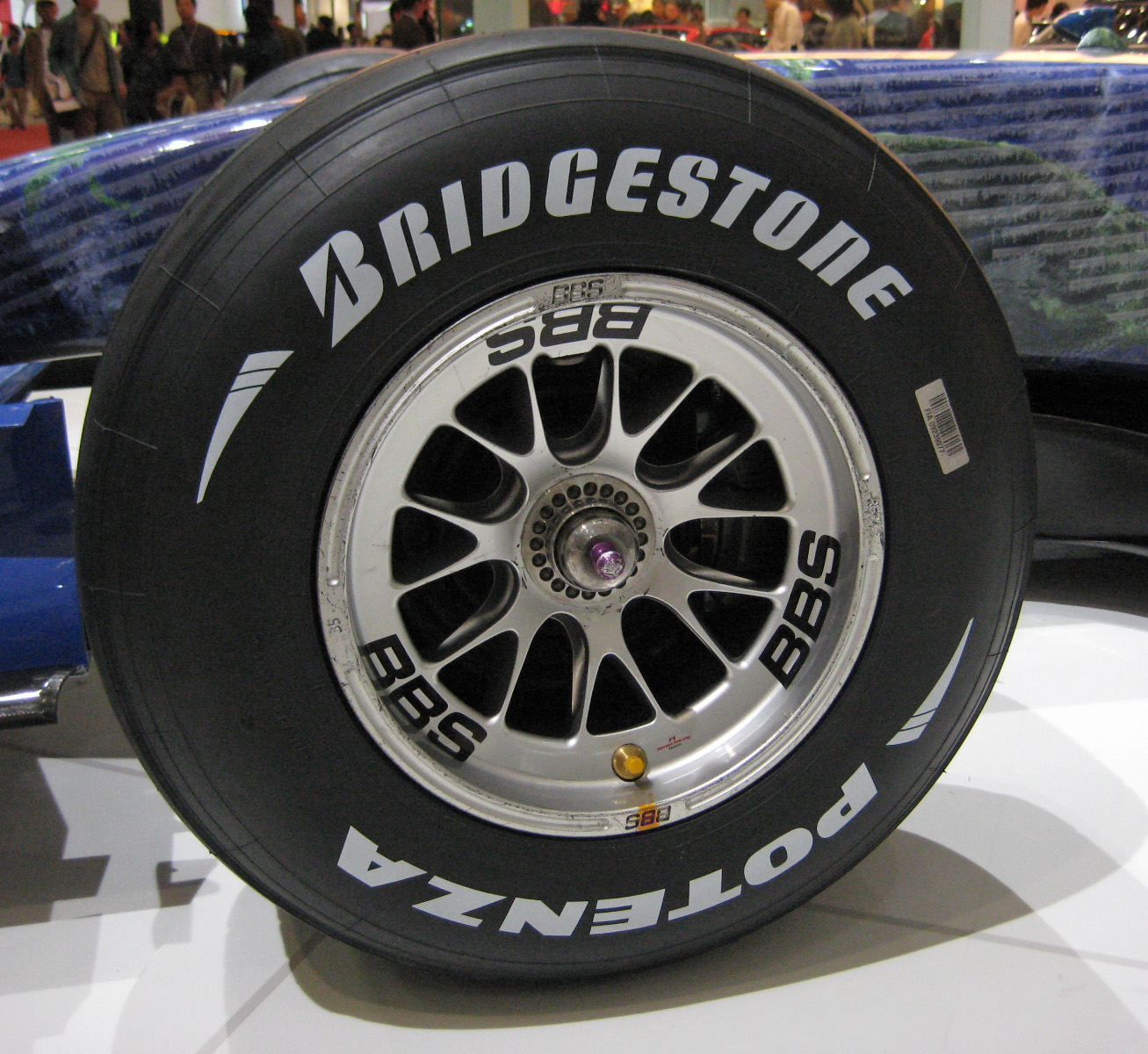
Шина Bridgestone

## Історія компанії

### 1930—1950 роки
Напевно, знайдуться небагато компанії, чий засновник ще на зорі своєї діяльності бачив би перед собою мету ясніше, ніж засновник Бріджстоун[ненейтрально]. Ще до того, як почати займатися шинами, Шоджіро Ішібаші вже затвердився як успішний підприємець. 1925 року він перший налагодив масове виробництво Табі, японського національного взуття в м. Куруме. Мотивований швидким зростанням економіки країни він зайнявся дослідженням шинного ринку і в 1930 створив свою першу шину. Скоро Ішібаші усвідомив, що його мрія — стати першим виробником шин у Японії. Так в 1931 році з'явилася компанія Бріджстоун. Шоджіро пов'язав своє підприємство з англійською варіацією свого імені (прізвище Ішібаші перекладається з японської як «кам'яний міст» — англ. Bridgestone).
1934 роек було побудовано завод в Куруме. Роком пізніше Бріджстоун вийшов на ринок спортивних товарів і випуску м'ячів для гольфу, що несподівано принесло компанії феноменальний успіх. Враховуючи дедалі більший попит у столиці, в 1937 році Ішібаші перемістив штаб-квартиру в Токіо, де компанія продовжила освоювати нові сектори ринку, такі як гумові шланги, ремені та вібро-ізоляційні матеріали. Тоді ж компанія змінила назву на Nippon Tire Ltd, що можна перекласти як «Японська шинна компанія». Американське відділення корпорації Бріджстоун бере свій початок від двох компаній, що були об'єднані в одну. Це Firestone Tire & Rubber Company, заснована Харві Фаєрстоуном в штаті Огайо в серпні 1900 року та Bridgestone Tire Company Ltd., заснована Шоджіро Ішібаші в Японії в 1931 році.

### 1950
Перш за все компанія повернула собі назву Бріджстоун. За цим відбулося будівництво нового приміщення штаб-квартири в Токіо, з'явився перший офіційний дистриб'ютор. Уже в 1953 році продажі компанії досягли 10 млрд йен на рік, що зробило Бріджстоун найбільшим у країні виробником шин.

### 1960
З'явилися перші радіальні вантажні шини (1962) і перші радіальні шини для легкових автомобілів (1964). Крім шин, компанія Бріджстоун продовжувала виробництво широкого спектра гумотехнічної продукції на своїх заводах в Куруме, Йокогамі і Токіо. Також у ті роки Бріджстоун став одним з головних виробників велосипедів у Японії і придбав у власність компанію-автовиробника, що випускає понад 5000 легкових і вантажних автомашин щомісячно.
Бурхливий розвиток автомобільної індустрії надихнув Бріджстоун, і компанія почала освоювати міжнародний ринок. Відкрився завод у Малайзії — перший завод за кордоном після Другої світової війни. За цим відбулося відкриття в 1967 році дочірньої компанії в США. Кампанія з підвищення якості і збільшення обсягу виробництва допомогли Бріджстоун вибороти престижну премію Демінга в 1968 році.

### 1970
У 1976 помер засновник компанії Бріджстоун — Шоджіро Ішібаші. . Представництво Бріджстоун у Європі було створене в 1972 році в Брюсселі. А в 1979 році була запущена у виробництво серія алюмінієвих дисків для легкових автомобілів і розроблена технологія для переробки шин, які утилізували в паливо для промислових печей.

### 1990
У США дві компанії Бріджстоун і Файрстоун було об'єднано в єдину організацію, і 18 липня 1990 року компанія заснувала «Бріджстоун/Файрстоун Європа» (BFE), яка стала відігравати координаційну та централізаційну роль до 1994 року, поки не змінила назву на «Європейську Штаб-квартиру».

### 2001—2002
На початку 2002 року на Женевській автомобільній виставці компанії Бріджстоун і Контіненталь оголосили про співпрацю в галузі розробки і технічного удосконалення шин Run-flat.

### Після 2003
Під час повномасштабного вторгнення військ РФ до України 2022 року компанія частково зупинила роботу на російському ринку. Міністр МЗС України Дмитро Кулеба закликав світ бойкотувати компанію.
У жовтні 2022 компанія оголосила про плани на продаж російської філії протягом двох місяців.